# チャウピュ港
チャウピュ港（英: Kyaukpyu Port; ビルマ語: ကျောက်ဖြူ ရေနက်ဆိပ်ကမ်း /t͡ɕauʔpʰjù jènɛʔsʰeiʔkáN/ チャウッピュー・イェーネッセイッカン、文字通りには「チャウピュー深水港」） はミャンマー西部ヤカイン州に位置する輸出港。ミャンマー港湾公社（MPA）が所有。中華人民共和国との共同開発で深海港、チャウピュ経済特別区（工業団地）、雲南省昆明に向けた石油・ガスパイプライン（中国・ビルマ・パイプライン）敷設などの整備事業が、2009年から行われており、インド洋と中国内陸部を結ぶ物流の拠点となることが期待されている。日本語ではチャウピュー港、チャオピュー港とも表記される。

## 概要
チャウピュ港は5つのバースを持ち、導入路の水深15m以上、泊地の水深18m以上あるミャンマー国内でもポテンシャルの高い良港である。2008年現在の貨物取引量2万2千ｔほど。現在、中国と共同して深海港、チャオピュ経済特別区、さらに中国内陸部へ物流ルートを接続するために石油・ガスパイプライン、中緬高速鉄道、中緬高速道路の建設が行われている。

## 海外援助
チャウピュ港は中国のインド洋戦略の拠点として、深海港、石油ガスパイプラインの敷設が行われている。深海港には39の石油タンカー用バースを含む91バースを設けて、さらに鉄道、道路、空港などを整備する。石油・ガスパイプラインは中国資本（中国石油天然気集団）によって建設が進められ、ガスパイプラインは2010年に建設開始、2013年、石油パイプランは2017に完成している。シットウェ海底のガス田からの天然ガスと中東からの原油をチャウピュ港で陸揚げし、マラッカ海峡を経ずにミャンマー国土を南北縦断して雲南省昆明に接続する。同時に中国までの高速道路、鉄道の建設に関する合意書が2011年までに締結されており、中国内陸部の物流の出口港としての整備が進められている。だが、同時期に深海港の建設に伴う用地収用、環境、労働問題で地元住民からの争議が発生しているとの報告もあった。2013年6月、天然ガス用のパイプラインが完成。原油用のパイプラインも完成間近と報道がなされた。なお、鉄道プロジェクトに関しては2014年5月、ミャンマーの鉄道相が、着手できないことを表明している。

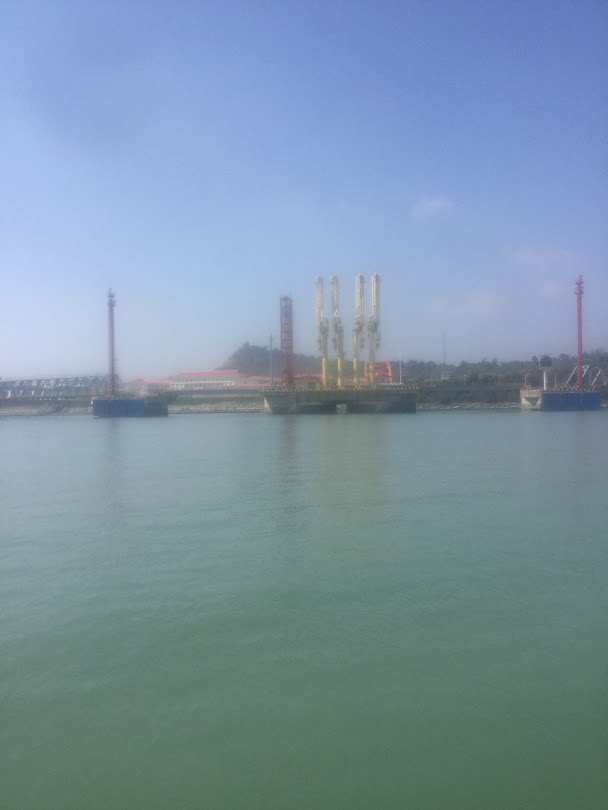
Myanmar China Petro Transportation

## 設備
5つのバース。